# Veridis Quo
Clip vidéo
[vidéo] « Daft Punk - Veridis Quo », sur YouTube
[vidéo] « Daft Punk x John Summit - Veridis Quo x Human - remix », sur YouTube
[vidéo] « Veridis Quo - Daft Punk - Synths Cover », sur YouTube
Pistes de Discovery
Voyager Short Circuit
Veridis Quo est une composition instrumentale French touch-synthwave du groupe de musique électronique français Daft Punk, de leur album Discovery de 2001.

## Histoire
Cette composition de Daft Punk, inspirée du titre disco emblématique Supernature de Marc Cerrone de 1977,,,,, est composée sur un tempo lent, minimaliste, envoûtant, hypnotique, lancinant, psychédélique, et planant de 107 battements par minute (BPM), composé avec synthétiseur, boite à rythmes et sampleur, sur des airs à la fois pop baroque nostalgiques et synthwave nu-disco rétro-futuristes.
Le titre énigmatique « Veridis Quo » (proche du latin Veritas Quo, Où est la vérité ?  ou de Quo vadis, Où vas-tu ?) est un jeu de mots anagramme anglais avec « Very Disco » ou « Disco Very » en rapport avec le titre et l'inspiration nu-disco de l'album Discovery.

## Reprises et adaptations
Ce titre est repris et adapté par de nombreux auteurs-interprètes de remix,,...

## Cinéma, télévision et radio
- Jingle de début de l'émission de radio Les heures bleues, de Laure Adler, de France Inter[10].
- 2003 : Interstella 5555: The Story of the Secret Star System, film d'animation musical franco-japonais de Kazuhisa Takenouchi, avec la musique de l'album Discovery de Daft Punk.
- 2024 : musique du film publicitaire « A rendez-vous » de Luca Guadagnino, pour le Parfum Chanel No 5, avec Margot Robbie et Jacob Elordi[11],[12].